# Dimeria fuscescens
Dimeria fuscescens är en gräsart som beskrevs av Carl Bernhard von Trinius. Dimeria fuscescens ingår i släktet Dimeria och familjen gräs. Inga underarter finns listade i Catalogue of Life.